# Євстратов Сергій Сергійович
Сергій Сергійович Євстратов (нар. 24 серпня 1993) — український волейболіст, гравець збірної України та українського клубу «Прометей».

## Життєпис
Волейболіст народився у Дніпрі і розпочинав свою спортивну кар'єру в однойменному клубі — «Дніпро», у якому провів п'ять сезонів. Двічі виграв Першу лігу України, що дозволило зіграти в чемпіонаті України.
Перед початком сезону 2016/2017 підписав контракт із харківським «Локомотивом», допоміг команді здобути золоті медалі чемпіонату України. У сезоні 2017/2018 продовжив виступати за харківський «Локомотив», з командою здобув срібні медалі чемпіонату України, також суперкубок України в непростій боротьбі з «Баркомом-Кажанами».
Сезон 2018/2019 переходить до конкурента по чемпіонаті України «Баркому-Кажанів». Робить хет-трик із золотих медалей, а саме виграє чемпіонат, Кубок і Суперкубок України.
У сезоні 2019/2020 переїхав у Чехію, де виступав за клуб «Блек Воллей Бескиди». Не добившись із командою високих досягнень, повернувся на батьківщину. Після невдалого вояжу до Європи перед сезоном 2020—2021 підписав контракт із житомирською командою «Житичі». Допоміг здобути срібні медалі Кубка та Суперкубка України.
Після вдалих виступів за «Житичі» отримав запрошення в команду СК «Епіцентр-Подоляни», за яку виступав у сезоні 2021—2022. Допоміг команді здобути золоті медалі першості України.
Сезон 2022—2023 розпочав у складі СК «Епіцентр-Подоляни», на початку сезону здобув Кубок України. У чемпіонаті у важкій боротьбі програє чемпіонство «Прометею» з Дніпра. Після вдалих виступів Сергій отримує виклик у збірну України.

## Досягнення

### Клубні
Україна 
- Чемпіон Вищої ліги України (2): 2012/2013, 2014/2015.
- Срібний призер Вищої ліги України: 2011/2012.
- Чемпіон України (3): 2016/2017, 2018/2019, 2021/2022.
- Срібний призер Чемпіонату України (3): 2015/2016, 2017/2018, 2022/2023.
- Переможець Кубка України (2): 2018/2019, 2022/2023.
- Фіналіст Кубка України (2): 2016/2017, 2017/2018, 2020/2021.
- Переможець Суперкубка України (2): 2017/2018,2018/2019.
- Фіналіст Суперкубка України (2): 2016/2017, 2020/2021.

### У збірній
- Бронзовий призер Кубка Претендентів: 2023.

### Індивідуальні
- Кращий зв'язуючий Чемпіонату України 2020/2021.